# Jueces 18
Jueces 18 es el decimoctavo capítulo del Libro de los Jueces en el Antiguo Testamento o la Biblia hebrea. Según la tradición judía, el libro fue atribuido al profeta Samuel, pero los eruditos modernos lo consideran parte de la Tradición deuteronómica, que abarca los libros de Deuteronomio a 2 Reyes, atribuidos a escritores nacionalistas y fervientes yahvistas durante la época del rey reformador de Judea Josías en el siglo VII a. C.. Este capítulo registra las actividades de la tribu de Dan, y pertenece a una sección que comprende de Jueces 17 a 21..

## Texto
Este capítulo fue escrito originalmente en hebreo. Está dividido en 31 Versículos.

### Testigos textuales
Algunos manuscritos antiguos que contienen el texto de este capítulo en hebreo pertenecen a la tradición del Texto Masorético, que incluye el Códice de El Cairo (895), el Códice de Alepo (siglo X) y el Códice Leningradoensis (1008).
Los manuscritos antiguos existentes de una traducción al griego koiné conocida como Septuaginta (originalmente se hizo en los últimos siglos a. C.) incluyen el Codex Vaticanus (B; {\displaystyle {\mathfrak {G}}}B; siglo IV) y Codex Alexandrinus (A; {\displaystyle {\mathfrak {G}}}A; siglo V). 

## Análisis

### Doble introducción y doble conclusión
Los capítulos 17 a 21 contienen la «Doble Conclusión» del Libro de los Jueces y forman una especie de inclusio junto con su contrapartida, la «Doble Introducción», en los capítulos 1 a 3:6 como en la siguiente estructura de todo el libro:
A. Guerras extranjeras de sometimiento con la aplicación del ḥērem (1:1-2:5).
B. Dificultades con ídolos religiosos extranjeros (2:6-3:6)
Parte principal: la sección de los «ciclos»(3:7-16:31)
B'. Dificultades con los ídolos religiosos domésticos (17:1-18:31)
A'. Guerras domésticas con la aplicación del ḥērem (19:1-21:25)
Existen paralelismos similares entre la doble introducción y la doble conclusión como los siguientes:.
| Introducción 1 (1:1-2:5) | Conclusión 2 (19:1-21:25) |
| --- | --- |
| Los israelitas preguntaron al Señor, diciendo, «¿Quién será el primero en subir y luchar por nosotros contra los cananeos?» El Señor respondió: «Judá irá....». (1:1-2)                                                          | Los israelitas ... preguntaron a Dios ... «¿Quién de nosotros irá primero a luchar contra los benjaminitas?» El Señor respondió: «Judá....» (20:18) |
| La historia de cómo Otoniel consiguió a su esposa (1:11-15) | La historia de cómo el resto de los benjaminitas obtuvieron sus esposas (21:1-25) |
| Los benjaminitas no consiguen expulsar a los jebuseos de Jebús (1:21) | Un levita que evita cuidadosamente a los jebuseos en Jebús sufre un terrible ultraje en Guibeá de Benjamín (19:1-30) |
| Bochim: El pacto de Dios; los pactos ilícitos de Israel con los cananeos; Israel llora ante el ángel (mensajero) de YHWH (1:1-2)                                                                                                 | Betel: el arca de la alianza de Dios; Israel llora y ayuna ante el Señor (20:26-29) |
| Introducción 2 (2:6-3:6) | Conclusión 1 (17:1-18:31) |
| La degeneración de las generaciones tras la muerte de Josué (2:6-19); Dios deja a ciertas naciones «para probar a los israelitas a ver si obedecían los mandamientos del Señor, que había dado... por medio de Moisés (2:20-3:4) | Una madre dedica plata al Señor para que su hijo haga un ídolo; Ese hijo hace sacerdote a uno de sus propios hijos en su santuario idolátrico, y luego lo sustituye por un levita. Ese levita es el nieto de Moisés. Él y sus hijos se convierten en sacerdotes en el santuario de Dan. |

Toda la doble conclusión está conectada por la repetición cuatro veces de una afirmación única: dos veces completa al principio y al final de la doble conclusión y dos veces en el centro de la sección, como sigue:
A. En aquellos días no había rey...
Cada uno hacía lo que bien le parecía (17:6)
B. En aquellos días no había rey... (18:1)
B'. En aquellos días no había rey... (19:1)
A'. En aquellos días no había rey...
Cada uno hacía lo que bien le parecía (21:25)
También contiene enlaces internos:
Conclusión 1 (17:1-18:31): Un levita de Judá se traslada a la región montañosa de Efraín y luego a Dan.
Conclusión 2 (19:1-21:25): Un levita de Efraín busca a su concubina en Belén de Judá.
Ambas secciones terminan con una referencia a Silo.

### La Trilogía de Belén
Tres secciones de la Biblia hebrea (Antiguo Testamento) - Jueces 17-18, Jueces 19-Jueces 21, Rut 1-Rut 4 - forman una trilogía con un vínculo a la ciudad Belén de Judá y caracterizada por la repetitiva declaración única:
En aquellos días no había rey en Israel; cada uno hacía lo que le parecía bien»
(Jueces 17:6; 18:1; 19:1; 21:25; cf. Rut 1:1)
como en el siguiente cuadro:
| Jueces 17-18                                                                      | Jueces 19-20 | Rut 1-4 |
| --------------------------------------------------------------------------------- | --- | --- |
| Un levita de Belén (17:7)                                                         | Un levita de Efraín que tomó por doncella a una concubina de Belén                                                   | Un movimiento de un moabita a David en Belén (4:17-22)                                                                            |
| Salió en busca de empleo (17:7, 9)                                                | Recogió a su concubina de Belén a la que había huido                                                                 | Un hombre abandonó Belén, pero a diferencia de los otros dos relatos no acaba por desfigurar la ciudad, sino que realza su nombre |
| Vino a un joven de Efraín (Miqueas) (17:1-5, 8)                                   | Regresó a Efraín por Gabaa de Benjamín.                                                                              | Belén se convirtió en el sutil escenario del nacimiento del rey David                                                             |
| Sirvió como capellán privado en la capilla ilícita de Miqueas (17:10-13)          | Atacada por hombres malvados que la maltrataron y la dieron por muerta                                               | |
| Contratada por la tribu de Dan como sacerdote y reubicada en Laish (N. Galilea)   | Su marido relató lo sucedido a todo Israel.                                                                          | |
| Estableció un centro de culto que continuamente hacía tropezar al pueblo de Dios. | Atacó a la tribu de Benjamín casi aniquilándola                                                                      | |
| El levita era Jonatán hijo de Gersón y nieto de Moisés (18:30)                    | Repobló Benjamín con mujeres de Silo y Jabes de Galaad para los 600 hombres sobrevivientes de Benjamín               | |
|                                                                                   | Jabes de Galaad era (probablemente) el hogar de los antepasados de Saúl [de ahí su interés por ella].                | |
|                                                                                   | Refleja mal a Benjamín y por implicación a Saúl - los antepasados de Saúl humillaron y deshonraron a un betlehemita. | |
|                                                                                   | Belén sufrió a manos de los benjaminitas.                                                                            | |

### La historia de la fundación de Dan
Los capítulos 17-18 recogen un relato fundacional danita que da una idea de las primeras vidas religiosas israelitas y de la ideología de la guerra como trasfondo del establecimiento de Dan como ciudad. Leyendo toda la sección a la luz de Deuteronomio 12:1-13:1, hay varios elementos temáticos y preocupaciones en común, aunque Jueces 17:1-18:31 suele presentarlos de forma antitética.
| Tema                                | Deuteronomio 12:1-13:1                                  | Jueces 17:1-18:31                                      |
| ----------------------------------- | ------------------------------------------------------- | ------------------------------------------------------ |
| Sitios de culto en colinas          | a destruir (12:2)                                       | Construidos (17:3-4)                                   |
| Ídolos                              | a ser talados (12:3a)                                   | fabricados (17:3-4)                                    |
| Ideal de santuario central          | Repetidamente apoyado (12:4-7, 11, 13-14, 17-18, 26-27) | repetida e irónicamente ignorada (17:2b-5, 13; 18:31b) |
| Lo que es justo a ... propios ojos  | prohibido (12:8)                                        | practicado (17:6b)                                     |
| Apoyo de los levitas                | en el santuario central (12:12, 18, 19)                 | en santuarios privados (17:7-13; 18:19-20, 30b)        |
| YHWH para dejar vivir con seguridad | futuro Israel (12:10b)                                  | no en Dan, sino en Lais (18:7b, 10a, 27a)              |
| YHWH extenderá el territorio        | futuro Israel (12:20a)                                  | no Dan sino Laish (18:7b, 10a, 28)                     |

## Los espías danitas (18:1-13)
Este capítulo comienza con el informe de un clan danita en busca de una nueva patria, que envía una misión de reconocimiento (versículo 2; cf. Números 13; Josué 2; Jueces 6:10-14). Mientras recibían hospitalidad en la casa de Miqueas, los espías danitas se encontraron con el levita en el santuario de Miqueas y podrían haber reconocido el acento o dialecto sureño del sacerdote (versículo 3). La petición de un oráculo o una señal antes de la batalla es un rasgo típico de los relatos de guerra israelitas tradicionales (versículo 5, 6; cf. Jueces 4:5, 8 sobre Débora y Jueces 6:13 sobre Gedeón). Los espías danitas identificaron la ciudad Laish en el extremo norte con vulnerabilidad militar como objetivo a conquistar.

### Versículo 1
En aquellos días no había rey en Israel; y en aquellos días la tribu de los danitas les buscó heredad para habitar; porque hasta entonces no les había caído toda su heredad entre las tribus de Israel. 
- «Hasta aquel día»: los danitas intentaron primero asentarse en la tierra baja (Shephelah) entre la costa y las colinas de Judea (Jueces 1 34), pero fueron empujados de vuelta a las colinas, por lo que tuvieron que habitar entre Zorah y Eshtaol, en el oeste del territorio de Judá, como se afirma en este capítulo y en la historia de Sansón. [19]La migración a las fuentes del río Jordán en el norte como se registra en este capítulo (cf. Josué 19:47) aparentemente se completó en la época de Débora como se da a entender en Jueces 5:17, por lo que la presente narración ocurrió en un período temprano de los Jueces.[19]

### Versículo 12
Entonces subieron y acamparon en Quiriat Jearim, en Judá. (Por eso llaman a ese lugar Mahaneh Dan hasta el día de hoy. Allí está, al oeste de Quiriat Jearim. 
- «Kiriath Jearim»: que significa «Ciudad de los Bosques», una ciudad a unos 8 millas (12,9 km) al noroeste de Jerusalén, actualmente «Tell el-Azhar» o «Kiryat-el-enab».[21]
- «Mahaneh Dan»: literalmente, «Campamento de Dan».[22] Esto no puede ser lo mismo que «Mahaneh Dan» entre Zorah y Eshtaol en Jueces 13:25, porque los dos lugares están situados a unos 7 millas (11,3 km) de distancia el uno del otro, que era la distancia recorrida durante un día.[23].

## Los danitas se llevan los ídolos de Miqueas y a los levitas con ellos (18:14-26)
Este pasaje tiene un «aura de bandidaje» que también se encuentra en los relatos de los comienzos de la carrera de David, como sus encuentros con el sacerdote de Nob (1 Samuel 21:1-9) y con Nabal (1 Samuel 25:2-38), ya que los danitas armados se llevaban lo que necesitaban o deseaban contra toda resistencia e incluso conseguían que sus intenciones parecieran inevitables y lógicas (cf. versículos 19, 23-25). Cuando Miqueas se enfrentó a los danitas para protestar por la sustracción de sus ídolos junto con el levita y su familia, los danitas respondieron santurronamente ('maravillosamente deshonestos') con «¿Qué os importa?» o «¿Qué os molesta para que convoquéis [una fuerza contra nosotros]?» (versículo 22), básicamente echándole la culpa al asaltado de que se produjera un baño de sangre. Al igual que Labán (suegro de Jacob; cf. Génesis 31), Miqueas, que «no dejaba de engañar a su propia madre», se sabía vencido y regresó a casa con las manos vacías (versículo 26).

## Los danitas se establecen en Laish (18:27-31)
La conquista de Tel Dan por los danitas se relata utilizando el lenguaje de la «prohibición» bíblica en Deuteronomio y Josué («pasar a cuchillo y quemar»), pero aquí la intención es bastante diferente (cf. Jueces 18:7-10). El uso de la palabra pesel («ídolo» o «imagen esculpida») en los Versículos 30-31, como en Jueces 17:3, 4; 18:14, indica la desaprobación de la idolatría de los danitas (y de Miqueas), ya que hay una clara comparación con la 'casa de Dios' que entonces estaba en el santuario de Silo.

### Versículo 30

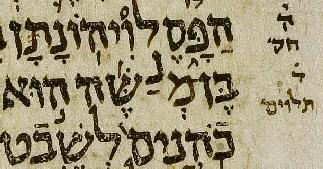
El superíndice נַ en Jueces 18:30 sobre el nombre «Manasseh» en el Aleppo Codex

Y los hijos de Dan levantaron la imagen esculpida; y Jonatán, hijo de Gersón, hijo de Manasés, él y sus hijos fueron sacerdotes de la tribu de Dan hasta el día del cautiverio de la tierra. 
- «Jonatán»: el nombre del «joven levita» en los capítulos 17 y 18 sólo se revela aquí como una completa sorpresa, ya que el escándalo de la idolatría de Dan ahora también trae deshonra sobre el venerado nombre de los antepasados del sacerdote.[26]
- «Manasés»: Este nombre se escribe en el Texto Masorético con una «monja levantada» entre las letras mem y shin de mšh («Moisés») para ser leído como mnšh («Manasés»), probablemente para no ser mencionado «Moisés» como escrito para evitar deshonrar públicamente el nombre de Moisés,[27] como también admiten los rabinos judíos. [28] La Vulgata y algunos manuscritos de la Septuaginta tienen aquí el nombre «Moisés», mientras que otros manuscritos de la Septuaginta tienen «Manases».[29][30][31] Si este es el caso, se dice que el sacerdocio hereditario de Dan pertenece a la línea de Moisés y no a la línea de Aarón.[32] Jonatán podría ser nieto real de Moisés, ya que es contemporáneo de Finees (Jueces 20:28).[30]
- «El cautiverio de la tierra»: se identifica con la deportación de la población de Dan a Asiria por Tiglatpileser III en 734 a. C. (2 Reyes 15:29).[27]. Versículo 31. El «ídolo de Miqueas» permaneció en ese lugar hasta la caída de Silo en el siglo XI a. C. (en la época de Elí y Samuel), que acabaría siendo sustituido por un becerro de oro a principios del reinado de Jeroboam (c. 930 a. C.).[27].